# Les Magnòlies
Les Magnòlies és una obra eclèctica d'Arbúcies (Selva) inclosa a l'Inventari del Patrimoni Arquitectònic de Catalunya.

## Descripció
Es tracta d'una casa de planta quadrangular, dues plantes i teulada a quatre vessants. Es troba a l'esquerra de la carretera que travessa el poble que va de Sant Hilari a Viladrau, dins el que antigament era el Parc Mongé. Ha estat reformada fa pocs anys per convertir-la en restaurant, però manté les façanes i l'estructura externa. També conserva la porta principal de fusta, que és la original restaurada.
La façana principal destaca pel tipus de finestres, a la planta baixa hi ha tres obertures emmarcades per frontons motllurats, el central més pronunciat amb la inscripció en relleu de l'any 1871 a la part superior. I les finestres del primer pis són d'estil orientalitzant amb arcs fistonats i guardapols al damunt. Destaca la finestra central que és geminada amb una columneta al mig. Pel que fa a la façana lateral, segueix la mateixa tipologia de portes i finestres amb frontó, a diferència de la façana posterior on les finestres del primer pis són senzilles, hi ha també un balcó central. Tots els accessos a l'edifici són a través d'una petita escalinata.
A la part dreta de la casa, hi ha un cos adossat, de només una planta, amb balustrada i terrassa.
Cal destacar també la cornisa, amb mènsules de fusta que sustenenten el voladís de la coberta.

## Història
Aquesta casa havia estat llogada a diferents famílies com a segona residència i d'estiueig. Era propietat de la família Mongé qui encara és propietària de la finca on està ubicada. Es tracta del Parc Mongé, conegut també com els Jardins de Can Badés. Els actuals propietaris van comprar-la l'any 1995 per convertir-la en restaurant el qual va inaugurar-se el juliol del 1996.